# Зеленівська сільська рада (Новотроїцький район)
Зеле́нівська сільська́ ра́да — адміністративно-територіальна одиниця та орган місцевого самоврядування в Новотроїцькому районі Херсонської області. Адміністративний центр — село Зелене.

## Загальні відомості
Зеленівська сільська рада утворена в червні 1983 року.
- Територія ради: 35,763 км²
- Населення ради: 660 осіб (станом на 2001 рік)

## Населені пункти
Сільській раді були підпорядковані населені пункти:
- с. Зелене
- с. Перемога

## Склад ради
Рада складалася з 12 депутатів та голови.
- Голова ради: Куляєв Віктор Олександрович
- Секретар ради: Боднарюк Юлія Анатоліївна

### Керівний склад попередніх скликань
| Прізвище, ім'я, по батькові | Основні відомості                                                         | Дата обрання | Дата звільнення |
| --------------------------- | ------------------------------------------------------------------------- | ------------ | --------------- |
| Петрочко Михайло Васильович | Сільський голова, 1938 року народження, член Комуністичної партії України | 26.03.2006   | 31.10.2010      |
| Куляєв Віктор Олександрович | Сільський голова, 1957 року народження, освіта вища, член Партії регіонів | 31.10.2010   |                 |

Примітка: таблиця складена за даними сайту Верховної Ради України

### Депутати
За результатами місцевих виборів 2010 року депутатами ради стали:

#### За суб'єктами висування
| Суб'єкт висування                                       | Кількість обраних депутатів | %    |
| ------------------------------------------------------- | --------------------------- | ---- |
| Партія регіонів                                         | 6                           | 50   |
| Комуністична партія України                             | 5                           | 41,7 |
| Політична партія Всеукраїнське об'єднання «Батьківщина» | 1                           | 8,3  |

#### За округами
| № округу                                                | Прізвище, ім'я, по батькові   | Дата визнання обраним | Освіта  | Партійна приналежність                        | Відомості про обраного депутата                          |
| ------------------------------------------------------- | ----------------------------- | --------------------- | ------- | --------------------------------------------- | -------------------------------------------------------- |
| Комуністична партія України                             |                               |                       |         |                                               |                                                          |
| 3                                                       | Ізмайлов Микола Дмитрович     | 04.11.2010            | середня | позапартійний                                 | ТОВ «Дружба», водій                                      |
| 4                                                       | Леонов Юрій Олексійович       | 04.11.2010            | середня | позапартійний                                 | ТОВ «Дружба», водій                                      |
| 5                                                       | Павловська Галина Андріївна   | 04.11.2010            | вища    | позапартійна                                  | Відділення зв'язку, завідувачка                          |
| 8                                                       | Гапешина Тетяна Петрівна      | 04.11.2010            | вища    | позапартійна                                  | Зеленівська сільська рада, секретар                      |
| 10                                                      | Крупенко Віктор Олександрович | 04.11.2010            | вища    | позапартійний                                 | ТОВ «Дружба», начальник механічного загону               |
| Партія регіонів                                         |                               |                       |         |                                               |                                                          |
| 1                                                       | Крупенко Юлія Миколаївна      | 04.11.2010            | середня | член Партії регіонів                          | Зеленівська сільська рада, касир                         |
| 2                                                       | Ізмайлова Олена Анатоліївна   | 04.11.2010            | середня | член Партії регіонів                          | ТОВ «Дружба», інспектор в/к                              |
| 6                                                       | Кулікова Раїса Федорівна      | 04.11.2010            | середня | член Партії регіонів                          | Зеленівський фельдшерсько-акушерський пункт, фельдшер    |
| 9                                                       | Горленко Валентина Георгієвна | 04.11.2010            | середня | член Партії регіонів                          | Зеленівська сільська рада, спеціаліст з земельних питань |
| 11                                                      | Кулагіна Тетяна Василівна     | 04.11.2010            | середня | член Партії регіонів                          | Фельдшерський пункт с. Перемога, завідувачка             |
| 12                                                      | Чужикова Ольга Павлівна       | 04.11.2010            | середня | член Партії регіонів                          | Зеленівська загальноосвітня школа, технічний працівник   |
| Політична партія Всеукраїнське об'єднання «Батьківщина» |                               |                       |         |                                               |                                                          |
| 7                                                       | Боднарюк Юлія Анатоліївна     | 04.11.2010            | середня | член Всеукраїнського об'єднання «Батьківщина» | Дитячий садок, завідувачка                               |